# هانبي

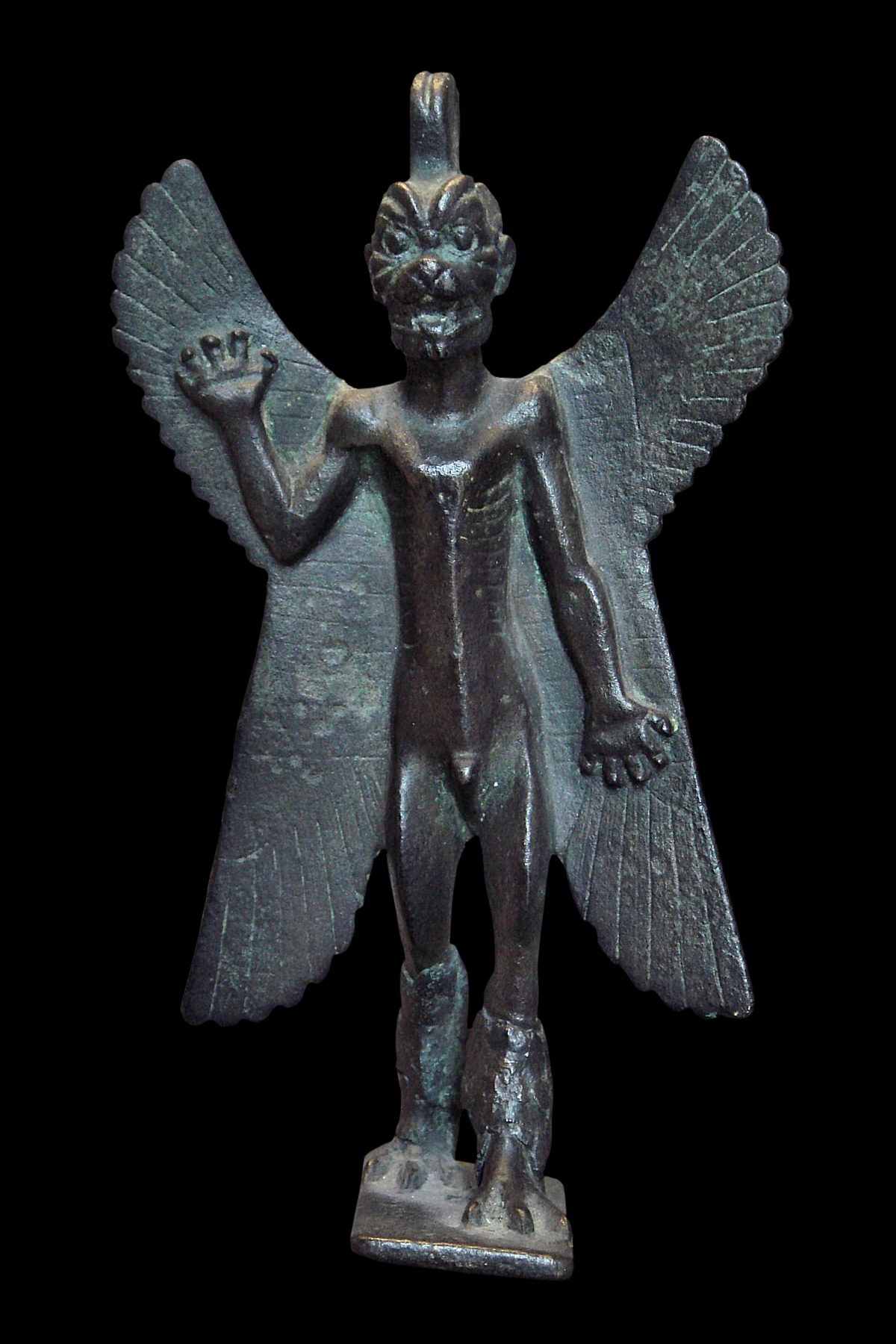
الشيطان الآشوري بازوزو، الألفية الأولى قبل الميلاد.

هانبي أو هانبا وهو أحد الشياطين ألتي ذكرت في الميثولوجيا البابلية، ذكر أنه إله الشر وسيد كل القوى الشريرة وذكر أنه والد كل من الشيطانين بازوزو وخومبابا، ولا يعرف عنه أكثر من ذلك.